# تيكيت (تيسركات)
تيكيت هو دُوَّار يقع بجماعة تانسيفت، إقليم زاكورة، جهة درعة تافيلالت في المملكة المغربية. ينتمي الدوّار لمشيخة تيسركات التي تضم 6 دواوير. يقدر عدد سكانه بـ 1165 نسمة حسب الإحصاء الرسمي للسكان والسكنى لسنة 2004.

## روابط خارجية
- البوابة الوطنية للجماعات الترابية نسخة محفوظة 12 مارس 2018 على موقع واي باك مشين.
- المندوبية السامية للتخطيط